# Duomo di Monterotondo
La basilica di Santa Maria Maddalena è il duomo di Monterotondo, in provincia di Roma, nella sede suburbicaria di Sabina-Poggio Mirteto. 
L'interno, di tipo basilicale, è ad unica navata a croce latina, con cappelle laterali (3 per parte) unite da dei passaggi ad arco a tutto sesto ricavati dai muri divisori:
- nella 1ª cappella a destra vi è una pietà in marmo di artista sconosciuto;
- nelle altre cappelle laterali, oltre ai classici altari minori e a tele ad olio vi sono, in terra e sui muri, delle lapidi di tombe.

Internamente alla facciata, sopra i 3 ingressi principali, vi è un organo da chiesa.
L'altare maggiore è ricavato attraverso l'impiego di un sarcofago romano strigilato in marmo bianco, proveniente da un sito antico della campagna limitrofa, dietro vi è il coro ligneo.
Il duomo di Monterotondo venne restaurato in epoca barocca dai Del Grillo, feudatari di Monterotondo, come attestano alcuni ornamenti a forma di grillo nelle colonne di divisione delle cappelle.
Sul muro esterno, in via San Pio da Pietrelcina, vi è una statua bronzea di san Pio da Pietrelcina.
In passato su questa via vi era la Porta Canonica, antica porta d'accesso al centro storico di Monterotondo.

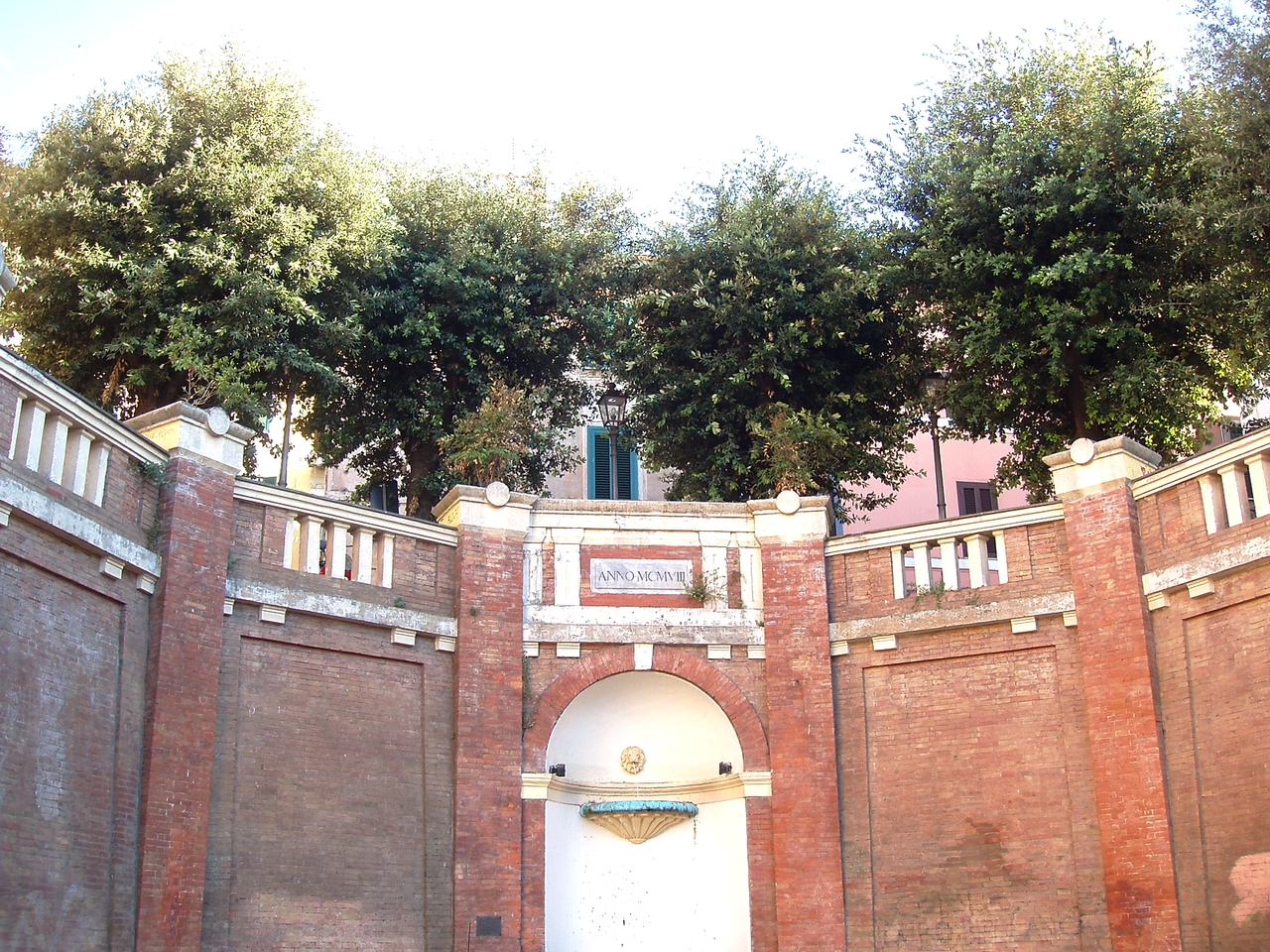
Il cosiddetto "Pincetto" (XX secolo)

Sulla Piazza antistante, lato Via Oberdan, vi è un caratteristico muro con fontana, chiamato il "Pincetto", perché sembra un Pincio in miniatura, realizzato agli inizi del XX secolo per riparare il dislivello esistente tra il nucleo più antico dell'abitato (che si trova ad una quota maggiore) e l'espansione barberiniana del XVII secolo.